# 山本美空
山本 美空（やまもと みく、1999年7月10日 - ）は、日本の女子バスケットボール選手である。ポジションはポイントガード。WリーグのシャンソンVマジック所属。

## 来歴
大阪府出身。
昭和学院高校でウィンターカップ3位、山梨学院大でインカレベスト16をそれぞれ経験。
卒業後は、Wリーグに新規参入する姫路イーグレッツに加入。
2023年、シャンソンVマジックに移籍。